# Тумба (планина)
Тумба је најнижа од свих планина у околини Власинског језера и налази се у средишту подручја које окружују планине Острозуб, Грамада, Таламбас и Рудина. Планина се протеже уз десну обалу Градске реке, од села Преслап до села Састав Река у општини Црна Трава.
Планина Тумба (1377мнв) је важна и за историју Србије и Балкана, јер се на њој јула 1913. године у Другом балканксом рату одиграла битка, када је српска војска успела да одбрани положаје на линији између врхова Таламбас и Тумба, куда се у то време пружала државна граница са Бугарском.
У част мештана села Kална, Јабуковик, Црвена Јабука, Градска, Дарковци, Раков Дол и Тегошница, краљ Александар је 1931. године дао покровитељство за израду и постављање великог споменика незнаним ратницима 1913-1915..